# Le Grand Kirn
Le Grand Kirn est un roman de science-fiction de B. R. Bruss publié en 1958 dans la collection Fleuve Noir Anticipation.

## Résumé
Dans l'Institut de parapsychologie de Halburne, près de Chicago, où quelques-uns des individus parmi les plus doués de la planète développent leurs talents psychiques, il règne une grande inquiétude. Plusieurs de ses membres viennent en effet d'avoir la prémonition de la venue d'un danger immense et indéfinissable quelque part dans le Nord de l'Europe, en Scandinavie.
Quelque temps plus tard, une plante extraterrestre y est effectivement disséminée par accident. Celle-ci produit des cosses qui donnent rapidement naissance à de petites créatures rouges de forme humanoïde. Bientôt, un grand silence s'abat sur la Scandinavie avec laquelle le contact est rompu. Les gens qui se rendent dans la région disparaissent.
Des membres de l'institut se déplacent alors sur les lieux équipés de coiffes de protection psychiques. Ils constatent que les habitants sont frappés d'une extrême lenteur. Lorsqu'ils retrouvent leur mobilité, les habitants sont devenus les esclaves des petites créatures rouges, les Djarns, et ils entreprennent la construction de mystérieuses usines.
Les Djarns obéissent eux-mêmes au Kirn, une immense créature gélatineuse qui est doué d'une intelligence supérieure. Son but est d'éradiquer l'espèce humaine et de déplacer l'axe de la Terre afin d'établir un climat polaire qui lui soit propice.